# Entropia de Tsallis
Na física, a Entropia de Tsallis é uma generalização da Entropia de Boltzmann–Gibbs. Ela foi formulada em 1988 por Constantino Tsallis como uma base para generalizar a mecânica estatística padrão. A relevância física da teoria de Tsallis foi muitas vezes debatida no cenário da literatura física mundial. Entretanto, Ao longo da década passada, pesquisadores têm mostrado que a matemática de Tsallis parece descrever acuradamente comportamentos em lei de potência em uma larga gama de fenômenos, desde a turbulência de fluidos até os fragmentos criados nas colisões de partículas de altas energias.
Sendo elas consequências derivadas dessa entropia não-aditiva, como a mecânica estatística não extensiva, que generaliza a teoria de Boltzmann-Gibbs.
Dado um grupo de probabilidades discretas {\displaystyle \{p\}} com a condição {\displaystyle \sum _{i}p=1}, e {\displaystyle q} qualquer número real, a Entropia de Tsallis é definida como:
{\displaystyle S_{q}(p)={1 \over q-1}\left(1-\sum _{x}p^{q}(x)\right).}
Nesse caso, p é a  distribuição de probabilidade de interesse, e q é um parâmetro real. No limite, quando q → 1, a entropia de Boltzmann-Gibbs é recuperada.
Para distribuições de probabilidades contínuas, definimos a entropia como:
{\displaystyle S_{q}(p)={1 \over q-1}\left(1-\int p^{q}(x)\,dx\right),}
A Entropia de Tsallis tem sido usada em conjunto com o princípio da Máxima Entropia para derivar a distribuição de Tsallis.

## Famílias exponenciais
Muitas distribuições comuns, como a distribuição normal, pertencem às famílias exponenciais estatísticas. A entropia de Tsallis para uma família exponencial pode ser escrita como:
{\displaystyle H_{q}^{T}(p_{F}(x;\theta ))={\frac {1}{1-q}}\left((e^{F(q\theta )-qF(\theta )})E_{p}[e^{(q-1)k(x)}]-1\right)}
onde F é log-normalizador e k o termo que indica a medida portadora.
Para a normal multivariada, o termo k é zero e, portanto, a entropia de Tsallis é fechada.